# Kazaniv, Colomeea
Kazaniv (în ucraineană Казанів) este un sat în comuna Korșiv din raionul Colomeea, regiunea Ivano-Frankivsk, Ucraina.

## Demografie
Componența lingvistică a localității Kazaniv
     Ucraineană (99,72%)
     Alte limbi (0,28%)
Conform recensământului din 2001, majoritatea populației localității Kazaniv era vorbitoare de ucraineană (99,72%), existând în minoritate și vorbitori de alte limbi.